# Harlem
Harlem er et kvarter i bydelen Manhattan i New York City, USA, opkaldt efter den hollandske by, Haarlem.
Harlem støder op til Bronx og mellem Bronx og Harlem løber Harlem River. Harlem er sammen Bronx kendt som fattige områder med slum, bander og kriminalitet.
 Der er for få eller ingen kildehenvisninger i denne artikel, hvilket er et problem. Du kan hjælpe ved at angive troværdige kilder til de påstande, som fremføres i artiklen.

- Wikimedia Commons har flere filer relateret til Harlem

40°48′33″N 73°56′54″V / 40.809033333333°N 73.948372222222°V